# カルダシェフ・スケール
カルダシェフ・スケール (The Kardashev scale) とは、1964年に旧ソ連の天文学者ニコライ・カルダシェフが考案した、宇宙文明の発展度を示す三段階のスケールである。
- タイプI文明は、惑星文明とも呼ばれ、その惑星で利用可能なすべてのエネルギーを使用および制御できる。
- タイプII文明は、恒星文明とも呼ばれ、恒星系の規模でエネルギーを使用および制御できる。
- タイプIII文明は、銀河文明とも呼ばれ、銀河全体の規模でエネルギーを制御できる。

## 概要

カルダシェフ・スケール

このスケールは、次に示す3つの段階にカテゴライズされている。
I型惑星の全てのエネルギーを利用できる文明。エネルギー消費は 4×1019 erg/秒（およそ4×1012 W）。タイプIの文明は通常、母星の恒星から降り注ぐすべてのエネルギーを利用できるものとして定義されている（地球–太陽系の場合、この値は1.74×1017 Wに近い） 。地球上で現在達成されている量よりも約4桁高く、エネルギー消費は ≈ 2×1013 W。天文学者のGuillermo A. Lemarchand は、これは現代の地球文明に近いレベルであり、1016から1017 Wの地球上の太陽の日射に相当するエネルギー能力を持っていると述べた。
II型母星の恒星の全てのエネルギーを利用することができる文明。例えば、ダイソン球を構築できる科学技術を有するレベル。エネルギー消費は 4×1033 erg/秒（およそ4×1026 W）。
III型属する銀河の全てのエネルギーをコントロールできる文明。エネルギー消費は 4×1044 erg/秒（およそ4×1037 W）。

## 人類文明の現状

全世界一年間の一次エネルギー消費量

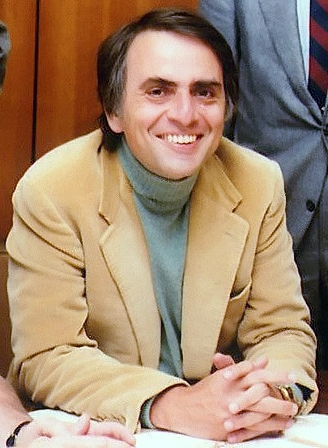
天文学者カール・セーガンによれば人類は現在「カルダシェフスケール・タイプIを統合しようとしている文明の典型」であり、技術的な思春期の段階を経ている。

現時点では人類はまだタイプⅠ文明の地位にも達していない。物理学者および未来学者のミチオ・カクは、人類は100–200年でタイプⅠ、数千年でタイプⅡ、10万–100万年でタイプIIIの文明になる可能性があると示唆した。
カール・セーガンは、タイプI（1016 W）、タイプII（1026 W）、およびタイプIII（1036 W） に対して上記の値を補間および外挿する式で中間値（カルダシェフの元のスケールでは考慮されない）を定義することを提案した。
{\displaystyle K={\frac {\log _{10}P-6}{10}}},
この値Kはカルダシェフ・スケールであり、Pはワットでの消費電力である。この外挿を使用すると、カルダシェフによって定義されていない「タイプ0」文明が約1 MWの電力を制御し、1973年時点の人類の文明タイプは約0.7だった（1970年代の人類の値として10 テラワット（TW）を使用）。
2018年の世界の総エネルギー消費量は 13864.9 Mtoe（161,249 TWh） で、平均電力消費量18.40 TW、セーガンの補間カルダシェフ・スケールでは0.7265に相当する。

## エネルギー開発

### タイプI文明
- 核融合エネルギーの大規模応用。質量とエネルギーの等価性（E=mc2）によれば、タイプI文明は毎秒約2 kgの物質をエネルギーへ変換することを意味する。 理論的には、1秒間に約280 kgの水素を核融合でヘリウムに変換させることによって、同等のエネルギー放出を達成することができる[8]。  1立方kmの水には約1011 kg の水素が含まれ、地球の海には約1.3×109 km3 の水が含まれている。つまり、地球上の人類は、利用可能な水素の観点から地質時間スケールでこの消費率を維持できる。
- 大量の反物質には、現在の技術レベルを数倍上回る規模で電力を生成するメカニズムがある。反物質–物質衝突では、粒子の静止質量全体が放射エネルギーに変換される。それらのエネルギー密度（質量あたりに放出されるエネルギー）は、核分裂を使用した場合よりも約4桁大きく、核融合から得られる最高の収量よりも約2桁大きくなる[9] 。 1 kgの反物質と1 kgの物質の反応により  、1.8×1017ジュール（180ペタジュール）のエネルギーが生成される[10]。反物質がエネルギー源として提案されることもあるが、これは現実的ではないと考えられている。現在の物理学の法則では、人工的に反物質を生成することは、最初にエネルギーを質量に変換する必要があり、正味のエネルギーを生み出さない。人工的に作成された反物質は、将来の技術開発（反物質に有利なCP対称性の破れなどのバリオン数の保存とは反対に）が通常の物質の変換を許可しない限り、エネルギー源としてではなく、エネルギー貯蔵の媒体として使用される。理論的には知的文明は将来、自然界に存在する多くの反物質の源を栽培し収穫する技術を持つかもしれない[11][12][13]。
- 太陽光を電気に変換することによる再生可能エネルギー: 太陽電池を使用した大規模な太陽光発電。間接的にはバイオ燃料、風力、水力発電など。人工の構造物で地球の表面を完全に被覆することなく太陽エネルギーを全て吸収する方法は知られておらず、現在の人類の技術では実現不可能である。軌道上に非常に大きな太陽光発電衛星を建設した場合、タイプI文明の電力レベルが達成可能になる可能性がある。これらは太陽光をマイクロ波に変換し、地球上の受信機に送電する。

### タイプII文明

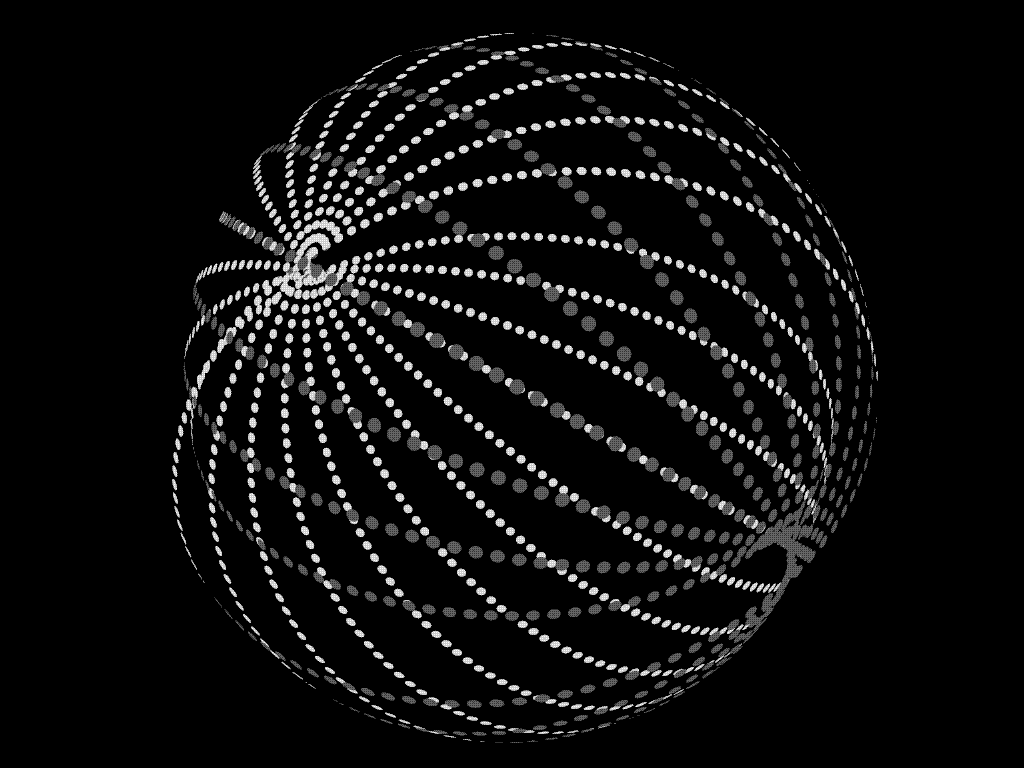
星を囲むダイソン・スウォームの図

タイプII文明は、タイプI文明で採用されているのと同じ手法を使用する場合があるが、多数の星系の多数の惑星に適用される。
- ダイソン球やダイソン・スォームと同様の巨大構築物を建造し、母星の恒星を太陽光発電衛星で囲むことで、ほとんどまたはそのエネルギー出力のすべてを利用する[14]。
- 使用可能なエネルギーを生成するよりもエキゾチックな手段は、任意の質量をブラックホールに送り込み、降着円盤によって放出されたエネルギーを集めることである[15][16]。エキゾチックではない手段では、すでに降着円盤から脱出したエネルギーを捕らえ、ブラックホールの角運動量を減らすことである。この手法はペンローズプロセスとして知られている。
- スターリフティング（英語版）は寿命が尽き掛けた恒星を操作することで恒星の問題のかなりの部分を取り除くことができるプロセスである。
- 反物質は、多くのメガスケールエンジニアリングプロセス（前述のスターリフティングなど）の産業副産物として生産される可能性が高いため、リサイクルできる。
- 複数の星系、個々の星の出力は小さいが、十分な数のエネルギーを収穫できる。

### タイプIII文明
- タイプIIIの文明はタイプIIの文明で採用されているのと同じ手法を使用するかもしれないが、1つ以上の銀河のすべての可能な星に個別に適用される。
- ほとんどの銀河の中心に存在すると目されている超大質量ブラックホールから放出されたエネルギーを利用することができるかもしれない。
- ホワイトホールがもし存在すれば、理論的には外に放出される物質を集めることで大量のエネルギーを供給することができる。
- ガンマ線バーストは、理論的には高度な文明が利用可能な電源の一つ。
- クエーサーからの放出は小さな活動銀河の放出と容易に比較することができ、収集可能であれば大規模な電源を提供する可能性がある。

## スケールの拡張
カルダシェフ・スケールに対する拡張や修正案がいくつか提案されている。
タイプ0、IV、V文明スケールの最も直接的かつ仮設的な拡張として、宇宙全体を制御または使用できるタイプⅣ文明と、複数の宇宙の集合を制御できるタイプV文明がある。また、カルダシェフスケールに載らないタイプ0文明も考えられる。可視宇宙の出力は 1045 W の数桁以内である。このような文明は現在の科学的知見に基づく推測の限界に近いか、あるいは超越しており、存在不可能かも知れない（フェルミのパラドックス）。
- Zoltán Galántaiは、そのような文明は自然の働きと見分けがつかない（他に比較可能なものが無い）ため、検知できないと主張した。
- 理論物理学者ミチオ・カクは自身の著書で、例えばダークエネルギーのような「超銀河的」なエネルギー源を利用できるタイプⅣ文明を取り上げた。
- 科学ジャーナリストのジョリーン・クレイトンは、タイプⅠに到達していない惑星文明は基本的にはタイプ0文明であると述べており、タイプ0.1は原始時代、タイプ0.2は火の発見程度であると細分している。クレイトンはタイプⅣ文明は一つの銀河系を超えて複数の銀河群や銀河団、或いは超銀河団以上の範囲を支配できるに至った文明であり、宇宙のインフレーションに伴う加速膨張を飛び越えて移動可能となった時点で、事実上観測可能な宇宙全体を支配可能であると見なされる段階であるとしており、タイプⅤ文明は観測可能な宇宙を超えて、多元宇宙へと進出、或いは宇宙その物の創造すら可能となったとされる段階であり、事実上宗教における創造神に等しいとも記述している。
- タイプⅣ以上の拡張はサイエンス・フィクションに近いものであり、論者によってその分類は様々である。SF作家のベロニカ・シコエはタイプⅤ文明は多元宇宙へ進出可能となった段階、宇宙の創造が出来る段階はタイプⅥ文明であるとしており、Kurzgesagt - In a Nutshellは複数の銀河への進出から一つの超銀河団を支配するに至る段階をタイプⅣ文明、複数の超銀河団から観測可能な宇宙全体を支配するに至る段階をタイプⅤ文明、多元宇宙の進出から宇宙の創造へ至る段階をタイプΩ文明と分類しているが、人類文明を参考にした動機の均一性で、ある地球外文明の技術水準や行動理念の推測が可能であるのは精々複数の恒星系への進出を開始したタイプ2.5文明程度までであるとも述べており、タイプⅢ以上の文明の内容を推測する事は、蟻塚のアリが人類文明を認知するレベルの困難さが伴う為であると結論づけている。

### カルダシェフ・スケールの代替案
スケールに対する他の修正案として、異なる計量を採用するものがある。例えばシステムの「成熟度」や利用される情報量、または極大スケールではなく極小スケールを制御する技術の進捗などである。
星の成熟度
提唱者ロバート・ズブリン
純粋なエネルギー使用量以外の指標も提案されている。一つはエネルギーだけではなく惑星、星系、や銀河の「成熟度」を指標とするものである。
提唱者のズブリンによる分類では、文明が宇宙のどの範囲まで広がっているかを重視しており、一つの惑星全体に文明が浸透した段階をタイプⅠ、複数の恒星系まで広範なコロニーを形成して広まった段階をタイプⅡ、銀河全体に広まった段階をタイプⅢと規定している。
情報の量
提唱者カール・セーガン
カール・セーガンは、純粋なエネルギーの使用に加えて、文明が利用可能な情報という別の次元を追加することを提案した。
セーガンは106ビットの情報量（これは人類史上で知られる如何なる文明の情報量よりも小さい）にAの文字を割り当て、続く各アルファベットで情報量が一桁ずつ上がるものとした。従ってレベルZ文明は1031ビットを持つ。
この分類では、1973年の地球は0.7 H文明であり、1013ビットの情報にアクセスできる。
セーガンはレベルZに到達した文明は未だ存在しないと推測している。根拠としては、それほどの情報量は超銀河団に存在する全ての知的種族が持つ情報量の総計を超え、かつ、観測上、現宇宙は大距離で効率的に情報交換できるほど古くないことを挙げている。
情報とエネルギーの軸は厳密に相互依存するわけではないので、例えレベルZの文明であっても、必ずしもカルダシェフのタイプⅢ文明である必要はない。
ミクロ次元の習得度
提唱者ジョン・D・バロウ
バロウは、人間が環境を操作する能力を、宇宙全体の操作といったマクロで漠然とした方向ではなく、原子や素粒子などよりミクロな物理学の操作能力によって文明の段階を分類する方がより効果的であると提唱している。従って、彼は文明段階をタイプ1マイナスからタイプΩマイナスという逆方向への分類を規定している。
タイプⅠマイナス機械工学。構造の構築、資源の採掘、固体の結合と破壊など、目に見える範囲での物体を操作する事が出来る段階。
タイプⅡマイナス医用生体工学。遺伝子を操作し、細胞の発達を変化させ、それら自身の一部を移植または交換し、それらの遺伝情報を読み取り、操作することが出来る段階。
タイプⅢマイナス化学工学。分子と分子結合を操作して、新しい材料を作成することが出来る段階。
タイプⅣマイナスナノテクノロジー。個々の原子を操作し、原子スケールのナノテクノロジーを実現し、複雑な形の人工生命を作成する事が出来る段階。
タイプⅤマイナス原子核物理学。原子核を操作し、それを構成する核子をも操作出来る段階。
タイプⅥマイナス素粒子物理学。素粒子を構成する物質（クォークとレプトン）を操作して、素粒子の集団が構成する複雑な組織を人工的に作り出せる段階。人類が到達可能な技術水準としては最高クラスの段階でもある。
タイプΩマイナス空間と時間の基本構造その物を操作できる段階。
この分類によれば、人類の文明はタイプⅢマイナスとタイプⅣマイナスの中間付近の段階であるとされる。